# Visopsys

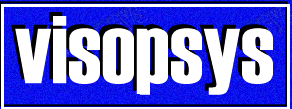
Logo van Visopsys.

Visopsys is een alternatief besturingssysteem voor computers. De ontwikkeling startte in 1997 door Andy McLaughlin. De nieuwste versie van visopsys is 0.74. Visopsys is een klein, snel en gratis systeem. Ook de broncode is gratis te verkrijgen. Visopsys heeft een eenvoudig maar functioneel grafisch uiterlijk. Het besturingssysteem werkt met paralleltaken waarin het continu controle heeft over de processor en over de programma's die de processor uitvoert. Ook is er een virtueel geheugen. Het besturingssysteem probeert veel te combineren, maar de makers geven aan dat hun product zeker geen kopie is van andere besturingssystemen. Er is een kleine selectie van applicaties beschikbaar voor dit platform waar uit de uitgebreide Disk Manager opvalt waarmee partities probleemloos aangemaakt en aangepast kunnen worden. 
Visopsys is te gebruiken via een LiveCD of  een diskette. Ook is er een VMWare image beschikbaar zodat men het besturingssysteem kan testen zonder het op de pc te hoeven installeren.